# Verdilly
Verdilly est une commune française située dans le département de l'Aisne, en région Hauts-de-France.

## Géographie
Verdilly est située à 95 km de Paris, 40 km de Soissons, 55 km de Reims et 4 km de Château-Thierry.

### Communes limitrophes
| Épaux-Bézu      | Bézu-Saint-Germain | Épieds          |
|                 | Verdilly           | Mont-Saint-Père |
| Château-Thierry | Brasles            | Gland (Aisne)   |

### Hydrographie
La commune est située dans le bassin Seine-Normandie. Elle est drainée par le ru de divers brasles et Ravin des Vaches,,.

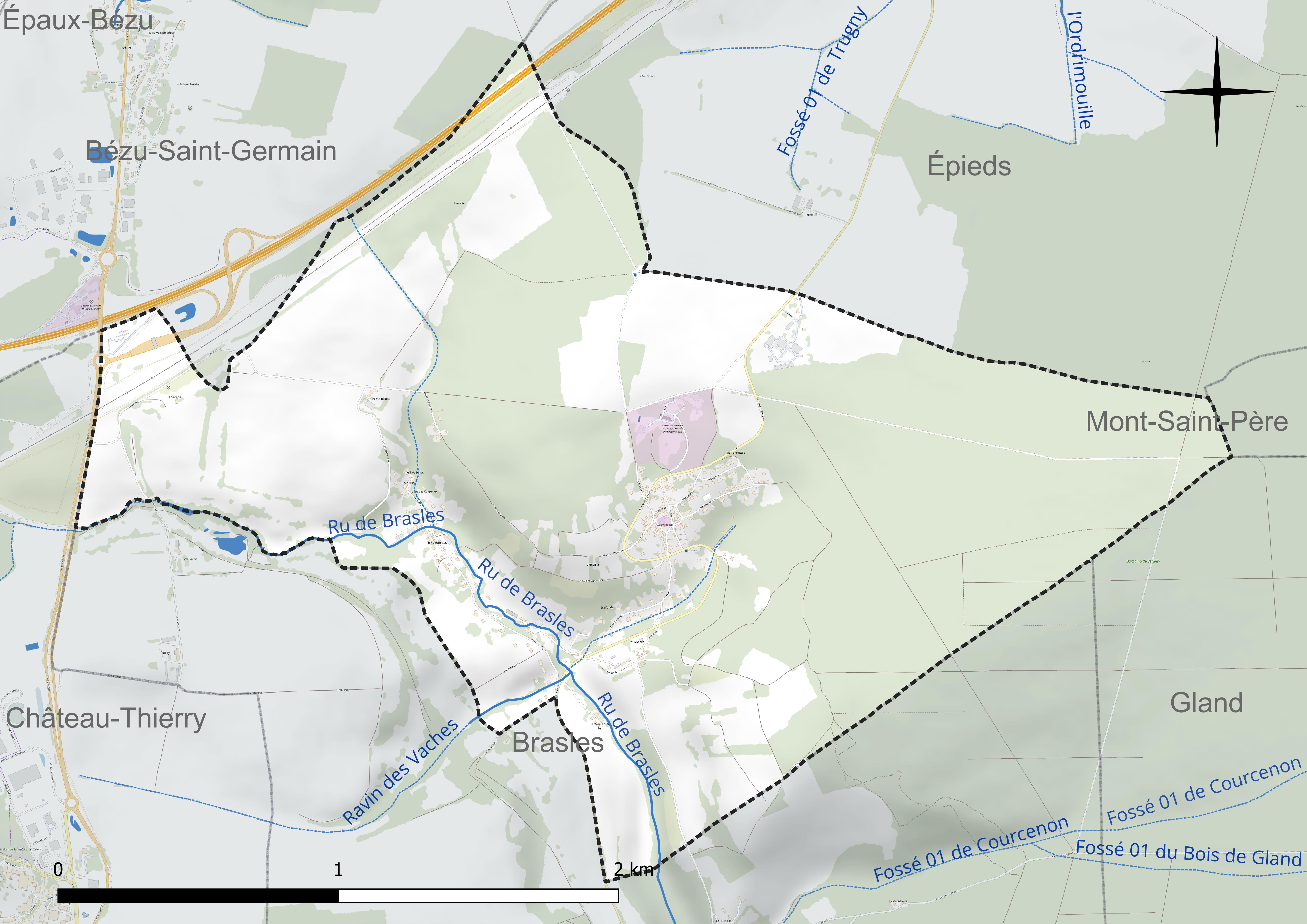
Réseau hydrographique de Verdilly.

### Climat
Pour des articles plus généraux, voir Climat des Hauts-de-France et Climat de l'Aisne.
En 2010, le climat de la commune est de type climat océanique dégradé des plaines du Centre et du Nord, selon une étude du CNRS s'appuyant sur une série de données couvrant la période 1971-2000. En 2020, Météo-France publie une typologie des climats de la France métropolitaine dans laquelle la commune est exposée à un climat océanique altéré et est dans la région climatique Nord-est du bassin Parisien, caractérisée par un ensoleillement médiocre, une pluviométrie moyenne régulièrement répartie au cours de l'année et un hiver froid (3 °C).
Pour la période 1971-2000, la température annuelle moyenne est de 10,4 °C, avec une amplitude thermique annuelle de 15,3 °C. Le cumul annuel moyen de précipitations est de 760 mm, avec 12,2 jours de précipitations en janvier et 8,4 jours en juillet. Pour la période 1991-2020, la température moyenne annuelle observée sur la station météorologique la plus proche, située sur la commune de Blesmes à 4 km à vol d'oiseau, est de 10,6 °C et le cumul annuel moyen de précipitations est de 713,0 mm,. Pour l'avenir, les paramètres climatiques de la commune estimés pour 2050 selon différents scénarios d'émission de gaz à effet de serre sont consultables sur un site dédié publié par Météo-France en novembre 2022.

## Urbanisme

### Typologie
Au 1er janvier 2024, Verdilly est catégorisée commune rurale à habitat dispersé, selon la nouvelle grille communale de densité à 7 niveaux définie par l'Insee en 2022.
Elle est située hors unité urbaine. Par ailleurs la commune fait partie de l'aire d'attraction de Château-Thierry, dont elle est une commune de la couronne,. Cette aire, qui regroupe 52 communes, est catégorisée dans les aires de moins de 50 000 habitants,.

### Occupation des sols
L'occupation des sols de la commune, telle qu'elle ressort de la base de données européenne d'occupation biophysique des sols Corine Land Cover (CLC), est marquée par l'importance des forêts et milieux semi-naturels (42,6 % en 2018), une proportion sensiblement équivalente à celle de 1990 (42,5 %). La répartition détaillée en 2018 est la suivante : forêts (42,6 %), terres arables (27,1 %), zones urbanisées (9,1 %), prairies (7,5 %), zones agricoles hétérogènes (7,5 %), espaces verts artificialisés, non agricoles (6 %), zones industrielles ou commerciales et réseaux de communication (0,2 %).
L'évolution de l'occupation des sols de la commune et de ses infrastructures peut être observée sur les différentes représentations cartographiques du territoire : la carte de Cassini (XVIIIe siècle), la carte d'état-major (1820-1866) et les cartes ou photos aériennes de l'IGN pour la période actuelle (1950 à aujourd'hui).

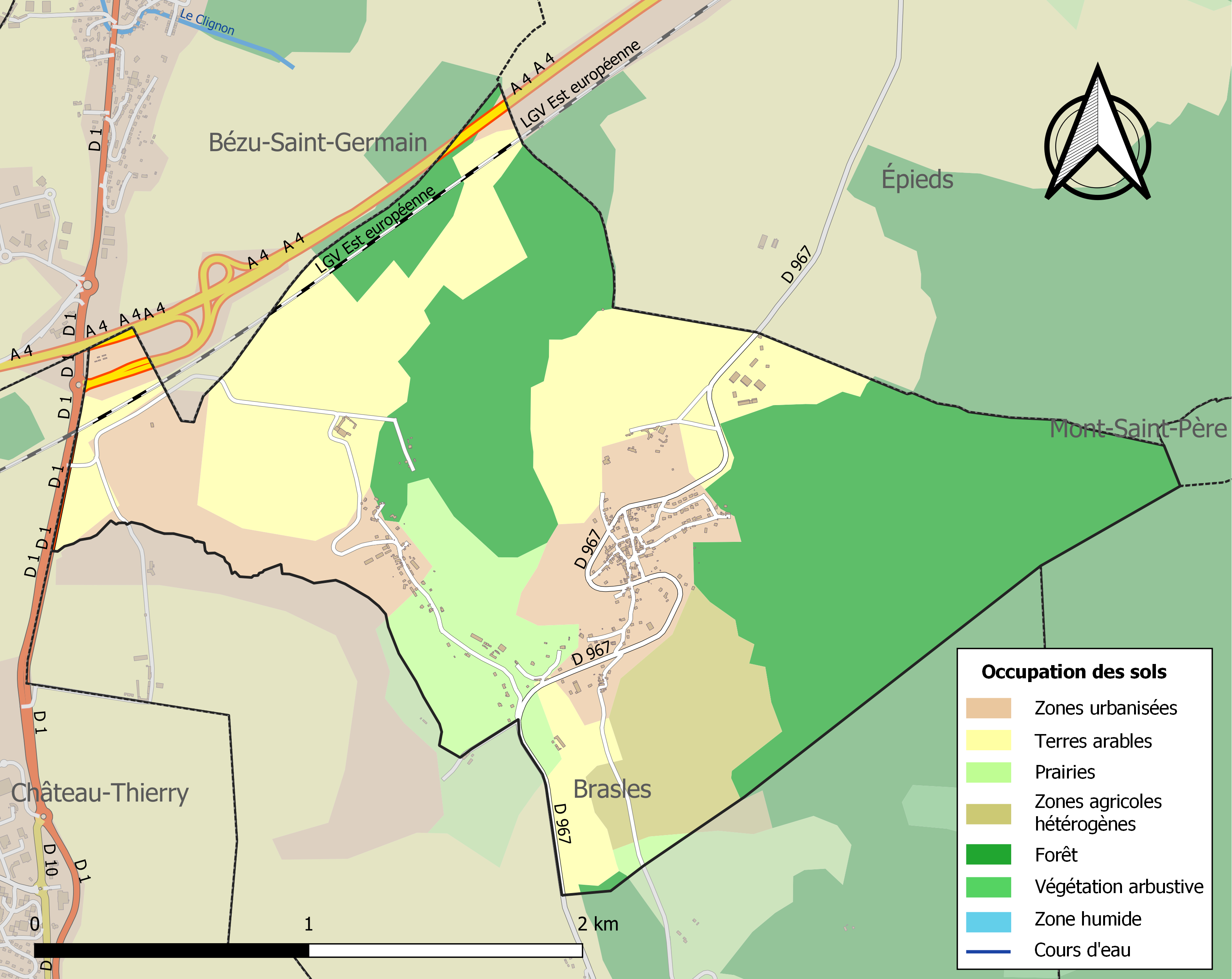
Carte de l'occupation des sols de la commune en 2018 (CLC).

## Toponymie
L'existence du village est attestée en 1298 sous le vocable de Vredilly (archives de la ville de Chauny), Verdeilly-les-Chasteau-Thierry en 1422 et Verdili en 1573.

## Histoire
- Seigneurie de l'abbaye d'Homblières, puis de l'abbaye de Jouarre.
- En 1559, l'abbesse Charlotte de Bourbon, acquise à la Réforme, fit, avec le seigneur de Chauny, l'échange de Verdilly contre le monastère de Saint-Christ, et s'enfuit en Allemagne.

## Politique et administration

### Découpage territorial
La commune de Verdilly est membre de la communauté d'agglomération de la Région de Château-Thierry, un établissement public de coopération intercommunale (EPCI) à fiscalité propre créé le 1er janvier 2017 dont le siège est à Étampes-sur-Marne. Ce dernier est par ailleurs membre d'autres groupements intercommunaux.
Sur le plan administratif, elle est rattachée à l'arrondissement de Château-Thierry, au département de l'Aisne et à la région Hauts-de-France. Sur le plan électoral, elle dépend du  canton de Château-Thierry pour l'élection des conseillers départementaux, depuis le redécoupage cantonal de 2014 entré en vigueur en 2015, et de la cinquième circonscription de l'Aisne  pour les élections législatives, depuis le dernier découpage électoral de 2010.

### Administration municipale
| Période                                  | Période                       | Identité        | Étiquette | Qualité                    |
| ---------------------------------------- | ----------------------------- | --------------- | --------- | -------------------------- |
| avant 1875                               | après 1876                    | Gaullier        |           |                            |
| Les données manquantes sont à compléter. |                               |                 |           |                            |
| avant 1995                               | ?                             | Maurice Desson  | DVD       |                            |
| mars 2001                                | mars 2014                     | Michel Masse    | SE        |                            |
| mars 2014                                | mai 2020                      | Pierre Simon    | SE        | Administrateur de sociétés |
| mai 2020                                 | En cours (au 14 juillet 2020) | Gilles Jourdain |           |                            |

## Démographie
L'évolution du nombre d'habitants est connue à travers les recensements de la population effectués dans la commune depuis 1793. Pour les communes de moins de 10 000 habitants, une enquête de recensement portant sur toute la population est réalisée tous les cinq ans, les populations de référence des années intermédiaires étant quant à elles estimées par interpolation ou extrapolation. Pour la commune, le premier recensement exhaustif entrant dans le cadre du nouveau dispositif a été réalisé en 2004.

En 2022, la commune comptait 455 habitants, en évolution de −2,15 % par rapport à 2016 (Aisne : −1,97 %, France hors Mayotte : +2,11 %).
| 1793 | 1800 | 1806 | 1821 | 1831 | 1836 | 1841 | 1846 | 1851 |
| ---- | ---- | ---- | ---- | ---- | ---- | ---- | ---- | ---- |
| 333  | 354  | 333  | 360  | 407  | 401  | 420  | 406  | 380  |

| 1856 | 1861 | 1866 | 1872 | 1876 | 1881 | 1886 | 1891 | 1896 |
| ---- | ---- | ---- | ---- | ---- | ---- | ---- | ---- | ---- |
| 321  | 328  | 343  | 325  | 291  | 314  | 288  | 301  | 248  |

| 1901 | 1906 | 1911 | 1921 | 1926 | 1931 | 1936 | 1946 | 1954 |
| ---- | ---- | ---- | ---- | ---- | ---- | ---- | ---- | ---- |
| 252  | 264  | 267  | 229  | 250  | 242  | 194  | 228  | 240  |

| 1962 | 1968 | 1975 | 1982 | 1990 | 1999 | 2004 | 2006 | 2009 |
| ---- | ---- | ---- | ---- | ---- | ---- | ---- | ---- | ---- |
| 235  | 231  | 230  | 263  | 386  | 424  | 452  | 446  | 436  |

| 2014 | 2019 | 2022 | - | - | - | - | - | - |
| ---- | ---- | ---- | - | - | - | - | - | - |
| 459  | 453  | 455  | - | - | - | - | - | - |

## Lieux et monument
- Site du bourg, sur le versant d'une colline.
- Bois de Barbillon.
- Vallon du ru de Brasles.
- Château de Verdilly, centre de formation professionnelle et de promotion agricoles[24].
- Ancien moulin à eau.
- Église Saint-Gervais-et-Saint-Protais du XIIe siècle.